# Pierre Cahuzac
Pierre Cahuzac (Saint-Pons-de-Thomières, 1927. július 3. – Lempaut, 2003. augusztus 31.) francia labdarúgó-középpályás, edző. Unokája a szintén labdarúgó Yannick Cahuzac.